# 洛弗兰德 (俄亥俄州)
洛弗兰德（英語：Loveland；ˈlʌvlənd）是美国巴特勒縣漢彌爾頓縣、克萊蒙縣、沃倫縣内的一座城市。根据美国2000年人口普查，共有人口11,677人。

## 地理
漢彌爾頓的地理位置为北纬39度23分45秒，西经84度33分54秒。
根据美国人口调查局的数据漢彌爾頓面积12.2平方公里，其中陆地面积12.0平方公里，水域面积0.1平方公里（占总面积的1.28%）。

## 人口
根据2000年的人口普查漢彌爾頓有11,677名居民，分4,497个户和3,224个家庭。市内的人口密度为每平方公里969.6人。其中95.66%是白人、1.56%是非裔美国人、0.05%是美洲土著人、1.05%是亚裔美国人、0.42%是其它人中、1.26%是混血儿。西班牙裔和拉丁美洲裔的人占1.12%。
市内的4,497个户中有39.1%有18岁以下的未成年人、57.6%是结婚夫妇、11.1%是带孩子的单身妇女、28.3%不是家庭、25.1%是单身汉、9.9%有65岁以上的老年人。平均每户2.58人，家庭的平均大小为3.11人。
市内的人口结构为29.1%在18岁以下、6.9%在18至24岁之间、30.3%在25至44岁之间、22.7%在45至64岁之间、11.0%在65岁以上。平均年龄为36岁。女子对男子的性别比为100：91.0，成年人的性别比为100：85.4。
每户的平均年收入为52,738美元，家庭的平均年收入为63,535美元。男子的平均年收入为49,653美元，女子的平均年收入为29,250美元。人均年收入为25,920美元。约5.7%的家庭和13.4%的人口生活在贫困线以下，其中包括7.1%的未成年人和4.6%的老年人。

## 名人
- 沙蒙·蔡斯，美国首席大法官
- 杰里·斯普林格，知名主持人[3]